# Ryki
Ryki è un comune urbano-rurale polacco del distretto di Ryki, nel voivodato di Lublino.

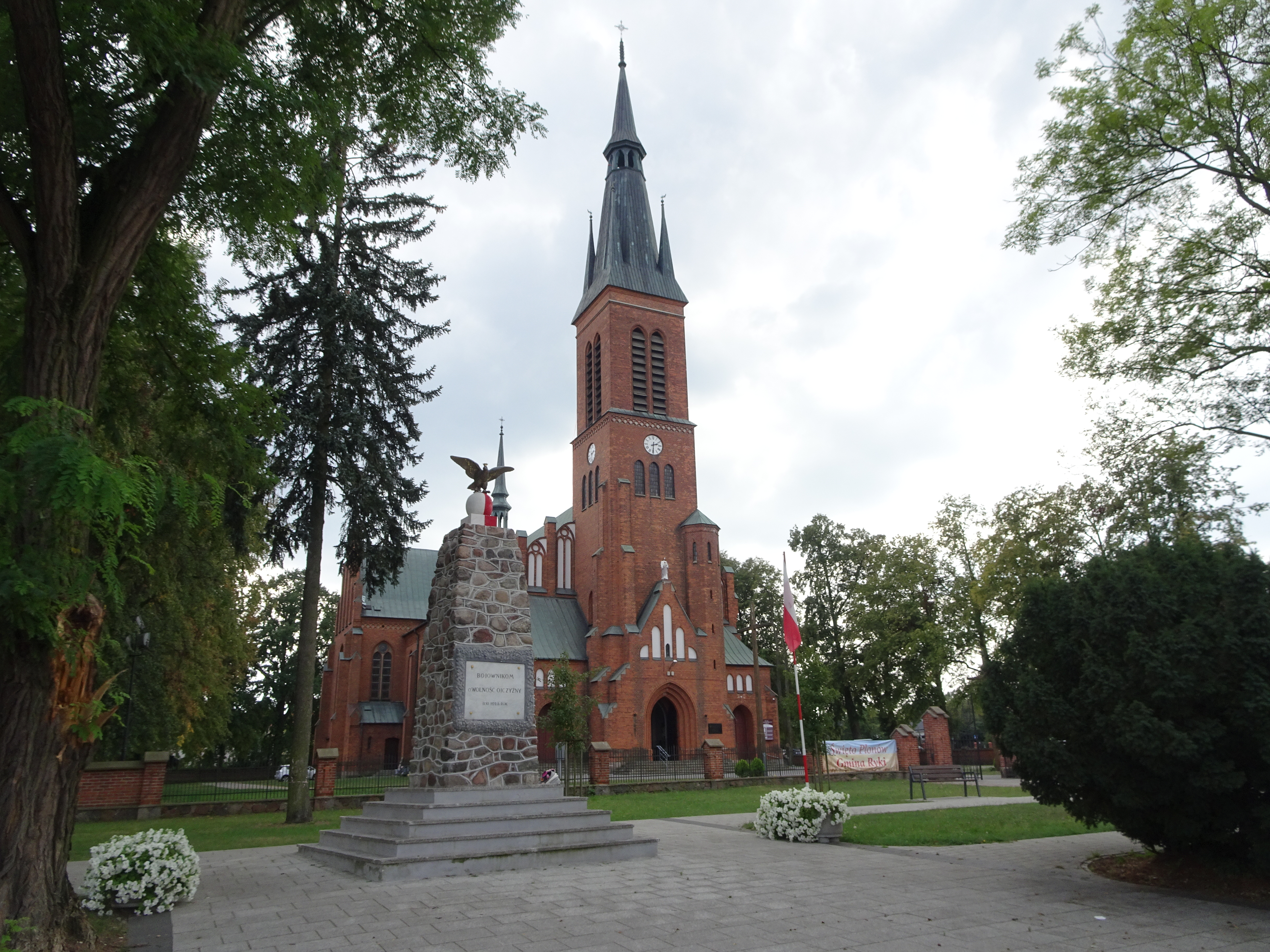
Foto della chiesa principale di Ryki

Ricopre una superficie di 161,8 km² e nel 2004 contava 20.496 abitanti.

## Storia
Fondata originariamente nel XV secolo, la cittadina era un insediamento situato nei pressi del piccolo corso d'acqua chiamato Zalesianka, sin dalla sua fondazione fino a tutto il XVIII secolo Riky è stato un villaggio reale. Nel 1782 passò al rango di città, per volere di Stanisław Poniatowski, il grande condottiero lituano a capo del voivodato della Masovia e padre dell'ultimo re di Polonia Stanislao II. Quando la Polonia perse la sua indipendenza ed il suo territorio venne incorporato nel Regno di Prussia, Ryki perse tutti i suoi diritti di municipalità e nel 1810 finì insieme al territorio del Ducato di Varsavia sotto il dominio della Russia. Nel 1836 il villaggio fu venduto al conte Jano Jezierski che ne fece una riserva di pesca commissionando la costruzione di stagni artificiali, e la località divenne allora nota come il villaggio delle carpe. Sempre sotto l'egida del conte Jezierski, si istituirono anche importanti realtà produttive soprattutto nel campo dell'attività boschiva, con la costruzione di alcune segherie. Tuttavia l'esplosione economica sarebbe giunta quando nel 1876, Ryki divenne una stazione lungo la ferrovia che univa Dęblin a Łuków. Fu allora che sorsero importanti istituzioni cittadine, prime fra tutte gli istituti d'istruzione scolastica. Dal 1906 i diritti sul territorio di Ryki passarono al conte Adam Feliks Roniker e nel 1913 alla contessa Marta Ludwika Marchwicka.
Sin dalla seconda metà dell'Ottocento Ryki divenne un importante centro dell'ebraismo chassidico, e almeno metà della sua popolazione era di origine ebraica. Allo scoppio della seconda guerra mondiale Ryki divenne parte del territorio occupato ovvero il Governatorato Generale o Generalgouvernement für die besetzten polnischen Gebiete, e venne istituito un ghetto ebraico con circa 3.500 ebrei reclusi; gran parte di questi prigionieri vennero inviati nel maggio 1942 nei campi di sterminio di Sobibor e Treblinka. A Ryki nacque però anche un centro nevralgico della resistenza polacca, creato da un ex ufficiale, Marian Bernaciak detto Orlik (Aquila) che nel 1940 fondò una cellula della Żydowski Związek Walki, ovvero il movimento di liberazione formato da ebrei polacchi. La frazione venne liberata il 26 luglio 1944 dall'Armata Rossa sovietica.
Sotto il dominio sovietico Ryki conobbe un nuovo periodo di splendore, ottenendo nuovamente lo status di città nel 1957. Grazie ai forti investimenti fatti nella cittadina da Edward Gierek, un importante uomo politico del regime sovietico, e 4° Segretario del Partito Operaio Unificato Polacco, venne costruito un importante stabilimento per la produzione di prodotti dolciari, che risultò uno dei più grandi al mondo, con la capacità di produrre circa 17 milioni di dolci alla settimana. Tuttavia, a causa degli eccessivi costi delle materie prime, in gran parte d'importazione, la fabbrica chiuse i battenti molto presto.
Nel 1975 la città entrò a far parte del territorio del voivodato di Lublino, nel 1990 esso è stato dichiarato comune urbano-rurale, con il mandato amministrativo sulle cittadine di Kłoczew, Nowodwór e Ułęż.

## Geografia fisica
Ryki è situato nella parte nord-occidentale del voivodato di Lublino e lungo il confine meridionale della valle di Mazowiecka, tra i fiumi Wieprz e Vistola. Situata lungo la Statale 17 che unisce Varsavia a Lublino, dista dalla prima circa 100 km e dalla seconda circa 63 km.